# Willy Georg Stoll

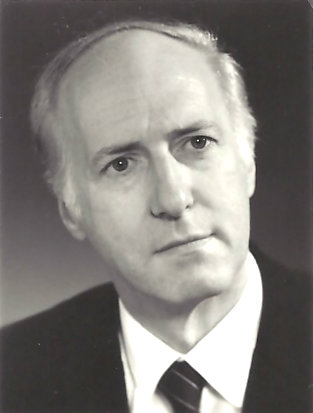
Willy G. Stoll

Willy Georg Stoll (* 21. April 1932 in Zürich) ist ein Schweizer Arzt der Frauenheilkunde. Er ist emeritierter Professor der Medizin und war Chefarzt der Frauenklinik des Kantonsspitals Aarau (KSA) sowie Präsident der Spitalleitung.

## Werdegang
Willy Georg Stoll besuchte die Schulen in Zürich und studierte anfänglich Architektur und dann an der Universität Zürich Medizin. Seine Dissertation (1962) befasste sich mit den Tumoren des dritten Hirnventrikels. Von 1966 bis 1971 publizierte er Ergebnisse seiner wissenschaftlichen Untersuchungen in Fachzeitschriften der Anästhesiologie und der Geburtshilfe und Gynäkologie. Er absolvierte die klinische Ausbildung in Anästhesie am Universitätsspital Zürich, in Chirurgie am Kreisspital Samedan und in Frauenheilkunde wieder am Universitätsspital Zürich. Stoll vervollständigte seine Ausbildung durch einen Studienaufenthalt in Berlin.
Er war ein Pionier der Mikroblutuntersuchung an Kindern unter der Geburt. 1973 wurde er zum Chefarzt der Frauenklinik des Kantonsspitals Aarau gewählt, wo er während fast 24 Jahren wirkte. 1974 erfolgte die Habilitation an der Universität Zürich für das Gebiet der Geburtshilfe und Gynäkologie. Er hatte akademische Lehr- und Examensverpflichtungen an den Universitäten Zürich und Basel. Von 1978 bis 1985 war er Präsident der Spitalleitung des Kantonsspitals Aarau.
Er ist verheiratet und Vater von zwei Töchtern.

## Wirken
Er prägte die Frauenklinik des KSA und machte sie zu einem Ausbildungsspital. Besondere Beachtung schenkte er den Grenzflächenproblemen zwischen den verschiedenen Berufsgruppen eines grossen Zentralspitals, insbesondere dem Zusammenwirken von Hebammen und Ärzten. «Leute die meinen, Geburtshilfe könne allein von den Ärzten oder alleine von den Hebammen geleistet werden, weil schliesslich Gebären etwas höchst Natürliches sei, verstehen wenig von Natur und Geburt.» Damit der Arzt und die Klinik eine hohe Leistungsfähigkeit der Geburtshilfe und Gynäkologie zu erlangen vermögen, gehörte für Stoll auch die Hingabe (Agape) zu den Hilfebedürftigen zur medizinischen Tätigkeit. Er war offen für die Begehren, Wünsche und Bedürfnisse der werdenden Mütter, auch bei der Einrichtung der Gebärsäle. Er bot Vätern auch bei Schnittentbindungen an, im Operationssaal zu bleiben. Er nahm sich Zeit für das Gespräch mit den Patientinnen und begegnete ihren Entscheidungen mit Respekt. Die Fortschritte in der Diagnostik und am Operationstisch bereiteten ihm wegen der Erfolge, die den Patientinnen zugutekamen, Genugtuung. Er trug zur Bekanntmachung und Vervollkommnung neuer Methoden und Techniken durch Publikationen, Kongressbeiträge, universitäre und andere Fortbildungsveranstaltungen, Seminarien, Vortragstätigkeiten und akademische Lehrverpflichtungen wesentlich bei.
Er betätigte sich auch als Medizin- und Militärhistoriker und ist Inhaber des Certificate of Advanced Studies in Applied History der Universität Zürich.

## Schriften (Auswahl)
- Schwangerschaft und Geburt bei schwerer mütterlicher Erkrankung am Beispiel der Mukoviszidose. https://link.springer.com/chapter/10.1007/978-3-642-48048-5_2
- Gibt es Neues in der operativen Geburtshilfe?
- Geburtshilfe und Hebamme in der Schweiz.
- Die Erstversorgung des Neugeborenen durch den Geburtshelfer bzw. Neonatologen.

alle vier erschienen in: Geburtshilfe – Geburtsmedizin. Hrsg. Hans Günter Hillemanns. Springer Verlag, 1995, ISBN 978-3-642-48049-2 (Print) ISBN 978-3-642-48048-5 (Online)
- Von der Dorfhebamme zur Frauenklinik. – Die Anfänge der klinischen Frauenheilkunde und die Entstehung der Frauenklinik Aarau. hier + jetzt, Verlag für Kultur und Geschichte, Baden 2010, ISBN 978-3-03919-166-6.
- Die erste Schweizer Ärztemission an die Ostfront – Grenzen der Neutralität. In: Jahresschrift Nr. 34 der Gesellschaft für militärhistorische Studienreisen. (GMS)
- Vor 70 Jahren wurde der Landesverräter Ernst S. erschossen. In: Schweizer Soldat. 87. Jahrgang, November 2012.